# Breviceps macrops
Breviceps macrops, hay còn gọi là Ếch mưa sa mạc (desert rain frog) là một loài ếch trong họ Nhái bầu. Loài này có ở Namibia và Nam Phi. Môi trường sống tự nhiên của chúng là vùng đất có cây bụi nhiệt đới hoặc cận nhiệt đới và vùng bờ biển cát. Hiện nay chúng bị đe dọa vì mất môi trường sống.

## Miêu tả
Đây là loài ếch nhỏ, núng nính; mắt lồi, mũi ngắn, chi ngắn và chân màng. Mặt dưới của chúng có lớp da trong suốt, từ đó có thể thấy nội tạng. Lớp da màu nâu vàng và thường dính cát. Khi cảm thấy bị đe doạ, chúng phát ra tiếng kêu nhỏ, tần số cao.

## Phân bố
Ếch mưa sa mạc này là loài đặc hữu ở dải đất rộng khoảng 10 km ở Namibia và Nam Phi. Những đụn cát nơi đây thường có sương mù biển giăng, cung cấp độ ẩm cho vùng khô hạn khác. Ở đây cùng có các cây chịu hạn, đến xuân thì chúng nở hoa. Nơi tìm thấy những con ếch hằng năm phải có ít nhất một trăm ngày ẩm ướt.

## Đời sống
Ếch mưa sa mạc là loài sống về đêm, ban ngày chúng trú ẩn trong hang có cát ẩm 10-20 centimét mà chúng đào. Chúng ra khỏi hang vào những đêm sương giăng hay không sương, lang thang trên những cồn cát. Dấu chân thường được tìm thấy quanh các bãi phân, người ta cho rằng chúng ăn ấu trùng của côn trùng, bọ và bướm đêm. Đến sáng chúng lại đào hang vào trong cát, sự hiện diện của chúng có thể nhận ra những đống cát nhỏ hình thành do hoạt động đào xới.
Trứng của chúng được đẻ trong hang và phát triển trực tiếp thành ếch mà không thông qua giai đoạn trung gian phát triển thành nòng nọc.

## Tình trạng
Ếch mưa sa mạc được xếp vào diện sắp nguy cấp trong Sách Đỏ. Số lượng cá thể suy giảm, rải rác và địa bàn phân bố ít hơn 2000 km². Môi trường sống của chúng đang bị đe doạ do hoạt động khai thác mỏ kim cương, làm đường và bành trướng dân cư của con người.